# Parafia Najświętszego Serca Jezusowego w Kaletniku
Parafia Najświętszego Serca Jezusowego w Kaletniku – parafia rzymskokatolicka znajdująca się w Kaletniku, w archidiecezji łódzkiej, w dekanacie koluszkowskim.
Według stanu na miesiąc luty 2017 liczba wiernych w parafii wynosiła 1700 osób.